# Ferro-ferri-orneblenda
La ferro-ferri-orneblenda (simbolo IMA: Ffhbl) è un rarissimo minerale del supergruppo dell'anfibolo, all'interno del quale viene collocato nel "gruppo degli anfiboli con W(OH,F,Cl)-dominante" e da lì al sottogruppo degli anfiboli di calcio dove occupa un posto nel "gruppo contenente la radice orneblenda nel nome"; essendo un anfibolo, appartiene agli inosilicati e pertanto alla famiglia minerale dei "silicati", e possiede composizione chimica ☐Ca2(Fe2+4Fe3+)(Si7Al)O22(OH)2.
La ferro-ferri-orneblenda è definita con:
- Fe2+Mg e Fe3+Al in posizione C
- ossidrile (OH) come anione dominante in posizione W.

## Etimologia e storia
Il minerale fu originariamente descritto da Luigi Colomba nel 1914 come speziaite, un nome mai approvato dall'Associazione Mineralogica Internazionale (IMA) e invalidato nel 1978 come una varietà di orneblenda. Poiché il campione tipo presenta intercrescite di ferro-ferri-orneblenda, hastingsite e magnesio-hastingsite, speziaite non deve essere considerato sinonimo di ferri-ferro-orneblenda.
Il nome ferro-ferri-orneblenda richiama innanzitutto l'orneblenda, una classe di minerali silicati (rivelatisi poi degli anfiboli) che deve il suo nome a Abraham Gottlob Werner, che nel 1789 chiamò questi minerali fondendo un antico termine tedesco che significa "minerale di poco valore" con il termine blende, che significa 'ingannare'.
Il prefisso ferro-ferri è stato aggiunto con la rivisitazione della nomenclatura degli anfiboli avvenuta nel 2012.
Il campione tipo è conservato presso il "Museo di mineralogia" dell'Università degli Studi di Pavia (Italia) con il numero di catalogo 2015-01.

## Classificazione
Essendo stata approvata dall'Associazione Mineralogica Internazionale (IMA) come specie minerale indipendente nel 2015, la ferro-ferri-orneblenda non compare nella classica nona edizione della sistematica dei minerali di Strunz, aggiornata dall'IMA fino al 2009.
Il minerale è presente nell'edizione successiva, proseguita dal database "mindat.org" e chiamata Classificazione Strunz-mindat, nella quale la ferro-ferri-orneblenda è elencata nella classe "9. Silicati (germanati)" e da lì nella sottoclasse "9.D Inosilicati"; questa viene suddivisa più finemente in base alla struttura cristallina del minerale, in modo tale che la ferro-ferri-orneblenda possa essere trovata nella sezione "9.DE Inosilicati con catene doppie di periodo 2, Si4O11; clinoanfiboli" dove forma il sistema nº 9.DE.10.
Nella Sistematica dei lapis (Lapis-Systematik) di Stefan Weiß la ferro-ferri-orneblenda si trova nella classe dei "silicati" e nella sottoclasse degli "inosilicati"; qui si trova nella sezione riservata ai minerali con struttura "[Si4O11] a due bande 6-; gruppo degli anfiboli; Ca2-anfiboli" dove forma il sistema nº VIII/F.10.

## Abito cristallino
La ferro-ferri-orneblenda cristallizza nel sistema monoclino nel gruppo spaziale C2/m (gruppo nº 12) con i parametri reticolari a = 9,9307(1) Å, b = 18,223(5) Å, c = 5,3190(3) Å e β = 104,857(1)°, oltre ad avere 2 unità di formula per cella unitaria.

## Origine e giacitura
La ferro-ferri-orneblenda si trova negli skarn in paragenesi con calcite, hastingsite, magnesio-hastingsite, quarzo e tremolite.
Il minerale è molto raro ed è stato trovato solo in pochi siti: nella sua località tipo, la miniera di "Traversella" (45.51304°N 7.75723°E) nell'omonimo comune (in Piemonte, Italia); sulla "Red Hill" nei pressi di Moultonborough (contea di Carroll, New Hampshire - Stati Uniti); alcuni siti situati nella Placca sudamericana (i plutoni di "Açude do Caroá", di "Marinho" e di "Queimadas", oltre al complesso minerario di "Prata").

## Forma in cui si presenta in natura
La ferro-ferri-orneblenda si presenta in cristalli lamellari o aciculari; è trasparente con lucentezza vitrea. Il colore è verdastro scuro.

## Proprietà ottiche
La ferro-ferri-orneblenda mostra un visibile pleocroismo con colore oro/marrone lungo {\displaystyle x}, marrone scuro/nero lungo {\displaystyle y} e grigio scuro lungo {\displaystyle z}.